# Domenico Cecere
Domenico Cecere (Caserta, 14 dicembre 1972 – Carinola, 2 aprile 2023) è stato un calciatore italiano, di ruolo portiere.

## Carriera
Cresce nel Napoli, di cui è stato il terzo portiere nella stagione 1991-1992 in Serie A.
Dopo diverse esperienze al Palermo, Nola, Turris e Bisceglie, arriva Pescara nel 1997-1998 dove gioca 4 incontri subendo altrettante reti.
Nel gennaio del 1999 arriva alla Fermana dove vince un campionato di serie C1 all'ultima giornata, prima di tornare a Pescara e subito nuovamente alla Fermana, con cui milita per quasi tutto un campionato di serie B. Poi arriva al Messina nel 2000, quando la squadra militava ancora in Serie C1.
Nel 2001 rimane in compartecipazione fra Messina e Pescara, quindi alle buste la comproprietà va al Messina.
In estate passa al Treviso ma già a febbraio torna alla squadra siciliana che lo cede in prestito al Pescara.
Viene successivamente acquistato dall'Avellino sempre nel 2002 dove trova costanza e un posto da titolare fisso in quattro stagioni, sino alla stagione 2006-2007 dove diviene il secondo portiere e capitano.
Nella stagione 2007-2008 viene acquistato dalla Cavese andando a giocare in Serie C1.
A gennaio del 2008 viene comprato dal Potenza, sempre in terza serie.
Successivamente passa al Gela in Serie C2, dove il 14 dicembre 2008 segna un goal di testa al 92' contro l'Isola Liri, che permette alla sua squadra di raggiungere il pareggio.
Nell'estate del 2009 rimane in Sicilia andando ad indossare la maglia del Siracusa, con la quale conquista la vittoria in Lega Pro Seconda Divisione nella stagione 2009-2010.
L'8 gennaio 2011 viene tesserato dal Messina in serie D. Il 21 dicembre 2011 decide di ritirarsi, giocando l'ultima partita contro il Cittanova Interpiana. Pochi giorni dopo, comunque, decide di restare fino a fine stagione anche con il ruolo di preparatore dei portieri, convinto dalla dirigenza.

### Morte
Muore improvvisamente il 2 aprile 2023 all'età di 50 anni a causa di un infarto, mentre si trovava a casa dei suoi genitori a Carinola.

## Palmarès

### Club

#### Competizioni nazionali
- Serie C1: 3

Palermo: 1992-1993 (Girone B)
Fermana: 1998-1999 (girone B)
Avellino: 2002-2003 (Girone B)
- Coppa Italia Serie C: 1

Palermo: 1992-1993